# 瓦爾彭

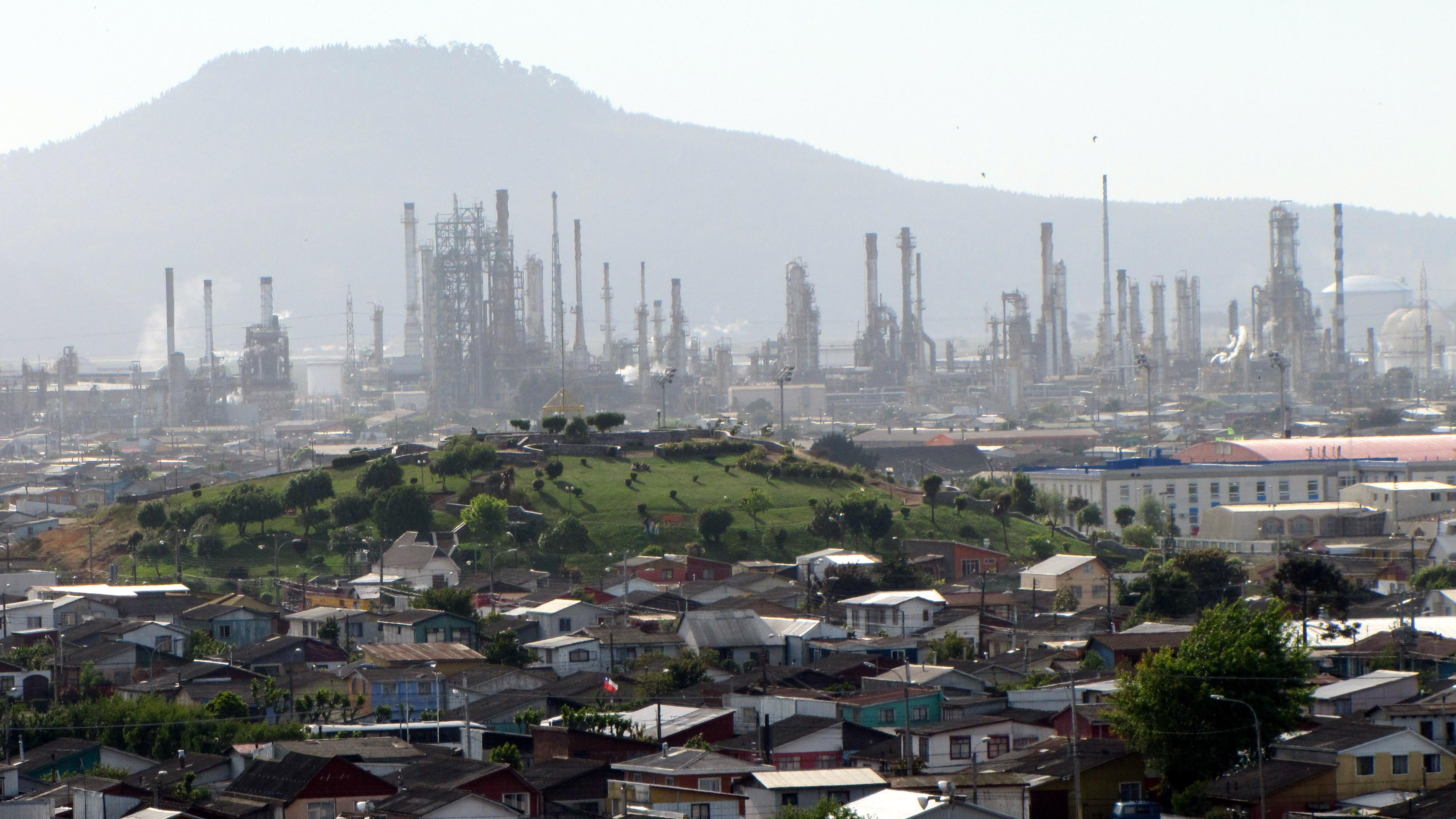

瓦爾彭（西班牙語：Hualpén）是智利的城鎮，位於該國中部，由比奧比奧大區的康賽普西翁省負責管轄，始建於2004年3月15日，面積53平方公里，海拔高度21米，2002年人口86,722，人口密度每平方公里1636.3人。

## 外部連結
- （西班牙文） Municipality of Hualpén （页面存档备份，存于）